# Kostel svatého Jiljí (Bezděz)
Kostel svatého Jiljí je barokní kostel náležející pod Římskokatolickou farnost v Bezdězu. Je chráněn jako kulturní památka České republiky.

## Historie

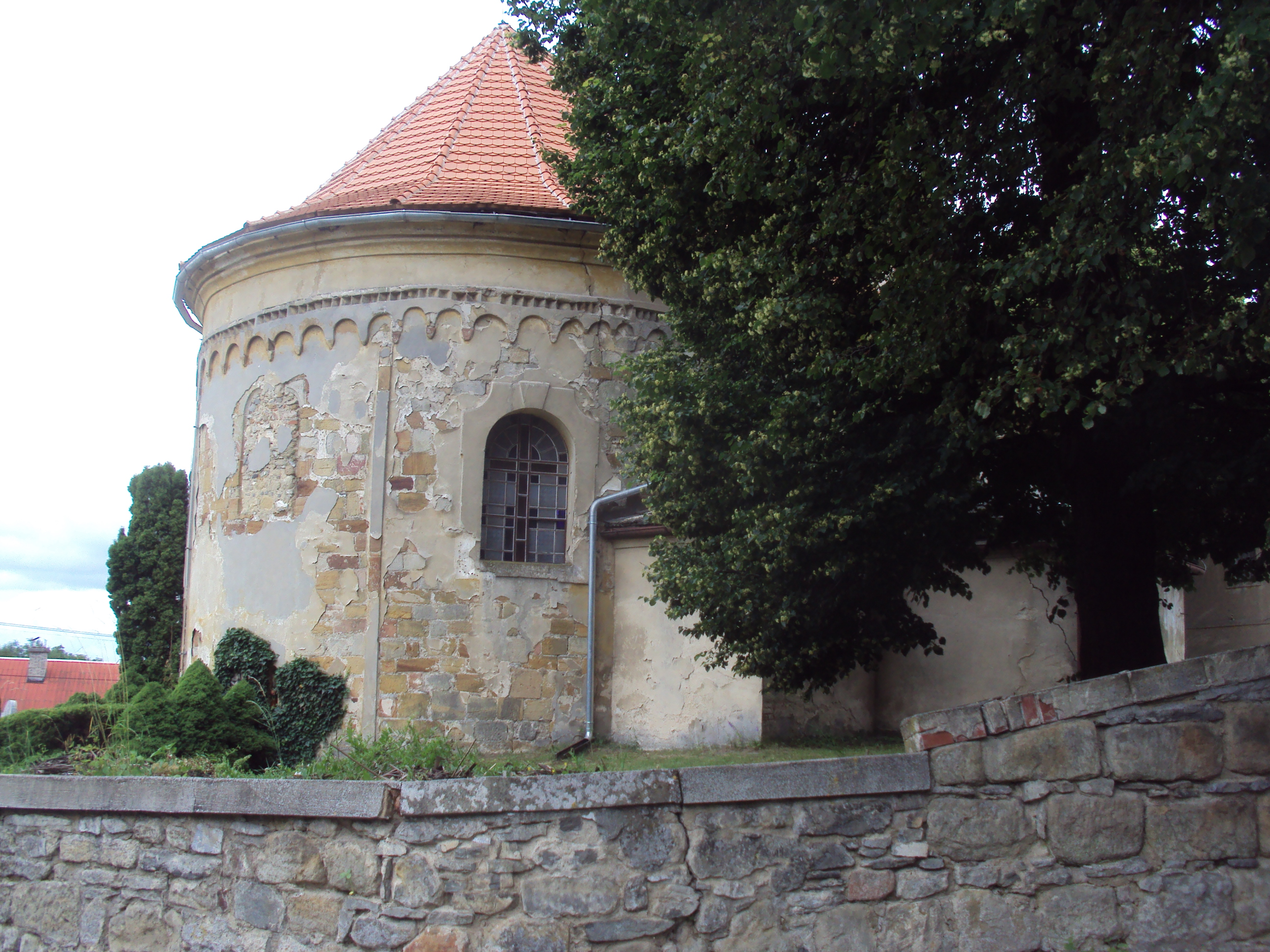
Opravená střecha závěru kostela sv. Jiljí (2013)

První zprávy o existenci kostela v podhradí jsou z roku 1264. Tehdy se jednalo o gotický kostel patřící panovníkovi. Několikrát byl přestavován a upraven do renesanční i barokní podoby. Od roku 1350 patřil pražským augustiniánům, později vlastníky měnil. Od roku 1958 je kostel zapsán v celostátním seznamu kulturních památek pod číslem 36876/5-2822.

## Využívání
Bohoslužby jsou zde slouženy v sobotu v 18h. Výjimku tvoří 5. neděle v měsíci, kdy je zde mše svatá v 10:30 a sobotní mše před ní odpadá. Kostel je spravován knězem z Bělé pod Bezdězem z tamní farnosti v sousedním okrese Mladá Boleslav.